# 阿加索尼西島

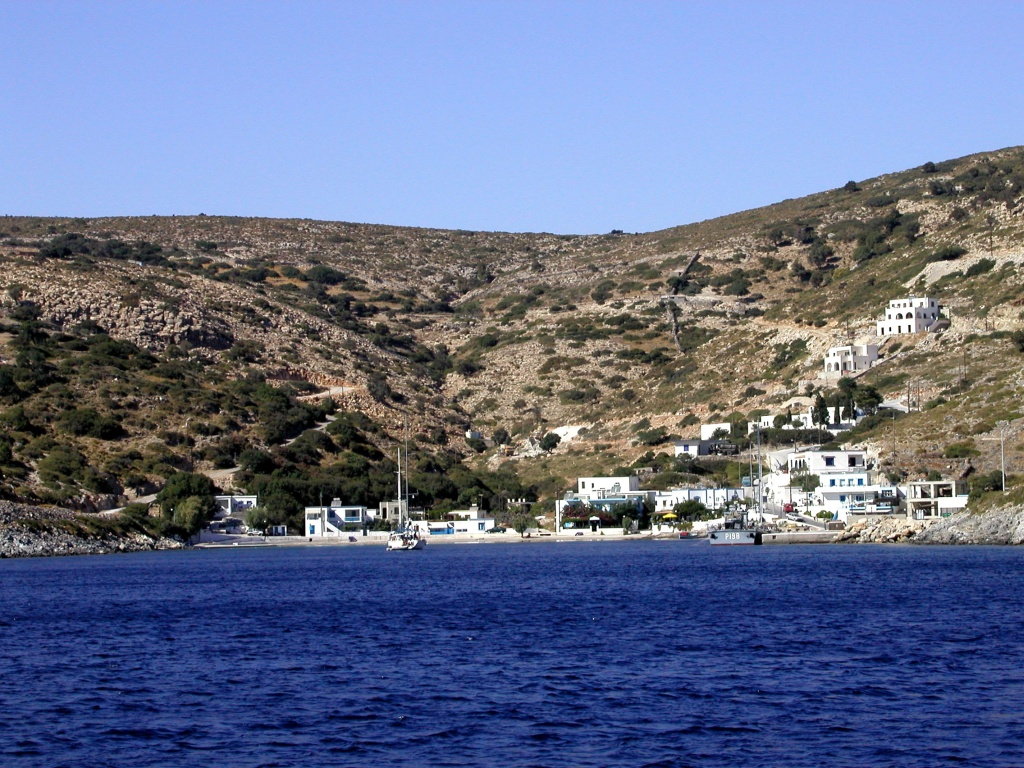
大霍里奥村

阿加索尼西島（希臘語：Αγαθονήσι）是希臘的島嶼，位於愛琴海東部，屬於佐澤卡尼索斯群島的一部分，長7.5公里、寬3.4公里，面積13.41平方公里，2021年人口数量为202人。行政上该岛属于南愛琴大區卡利姆诺斯专区的阿加索尼西市镇。岛上最大的村庄为大霍里奥村。

## 名称
“阿加索尼西”（Αγαθονήσι）希腊语中意为“多刺的”，来自（“刺、荆棘”）一词，因为岛上满是荆棘遍布的马基斯灌丛带，故名。在修昔底德的《伯罗奔尼撒战争史》中称该岛为特拉吉亚（Tragia），一译特累基亚，也有如Tragea等不同的拼法。此外，当地人还将该岛称为盖达罗岛（γάιδαρος,gàidaros, Gaidaro），意为“驴子”，意大利语中仍然将该岛称为Gaidaro，土耳其语称该岛为驴岛（Eşek Adası）。
此外还有古称普谢图萨（Psetoussa）、叶图萨（Yetousa）等。

## 地理
阿加索尼西岛是佐泽卡尼索斯群岛最北端的小岛，全岛面积13.41平方公里，岛上的最高点为帕帕斯山（όρος Παπάς，即“教皇山”），海拔209米。该岛海岸线上有许多海湾，有不少适合游泳和潜水。
该岛及其附近海域有许多珍稀动植物，已被指定为欧盟Natura 2000特别保护区。

## 历史
2006至2010年间，考古学家在岛上当地人称之为卡斯特拉基（Kastraki）的地点发掘出了公元前三千年左右的居住遗址。
古典时代被称作特拉吉亚岛（Tragia），在伯罗奔尼撒战争中的萨摩斯战争里，伯里克利指挥雅典人的44艘战船在该岛附近的海战中击败了萨摩斯人的70艘战船，取得了决定性的胜利。
中世纪时该岛基本没有居民，曾为海盗的基地。19世纪起，帕特莫斯岛上的居民开始移居阿加索尼西岛。1912年，意土战争中该岛为意大利王国所占领。第二次世界大战期间，该岛被轴心国军队占领。1947年的和约中，该岛被割让给希腊。